# Eugenio Beltrami
Eugenio Beltrami   (Cremona, 16 de novembre de 1835 - Roma, 18 de febrer de 1900) va ser un matemàtic italià, que va construir per primera vegada un model de la geometria hiperbòlica.
Beltrami, fill d'una família d'artistes, va començar els seus estudis de matemàtiques a la universitat de Pavia el 1853, però els va interrompre el 1856 per posar-se a treballar com ajudant d'un enginyer ferroviari, primer a Verona i després a Milà. A Milà va continuar els seus estudis i el 1862 va publicar el seu primer article sobre geometria diferencial. Aquest mateix any és nomenat professor visitant d'àlgebra i geometria de la universitat de Bolonya iniciant la seva carrera acadèmica que el portarà a les universitats de Pisa (càtedra de geodèsia, 1864-1866), Bolonya (càtedra de mecànica, 1866-1873), Roma (càtedra de mecànica, 1873-1876), Pavia (càtedra de física matemàtica, 1876-1891) i altre cop Roma (1891-1900).
L'obra de Beltrami es pot dividir en dos grups: abans de 1872 en el que tracta amb temes de geometria diferencial, i a partir d'aquesta data, en el que tracta de diferents temes de matemàtica aplicada.
De la primera època són els seus dos articles fonamentals, Saggio di interpretazione della geometria non-Euclidea (1868) i Teoria fondamentale degli spazii di curvatura costante (1869), en els que construeix un model de la geometria no euclidiana basat en la pseudoesfera, la superfície de revolució originada per la rotació d'una tractriu entorn de la seva asímptota. També va rescatar de l'oblit l'obra de 1733 del matemàtic italià Saccheri.
En la segona època va treballar en una ampla gama de temes, des de l'elasticitat fins l'electromagnetisme, fent aportacions interessants sobre la descomposició en valors singulars o sobre els paràmetres diferencials.